# Чемпионат Европы по гандболу среди девушек до 19 лет 2013
Чемпионат Европы по гандболу среди девушек до 19 лет 2013 (англ. 2013 Women's 19 European Handball Championship) — девятый чемпионат Европы для гандбольных сборных, состоящих из девушек не старше 19 лет. Прошёл с 1 по 11 августа 2013 года в датских городах Кольдинг и Сённерборг. В турнире приняли участие 16 сборных команд. К участию допускались гандболистки, родившиеся не ранее 1 января 1994 года.
Чемпионский титул впервые за 9 лет завоевала сборная России, которая в полуфинале в овертайме сломила сопротивление хозяек турнира — датчанок, а в финале легко разобралась со сборной Венгрии. Датчанки в матче за 3-е место обыграли сильную сборную Норвегии. Россиянка Анна Вяхирева завоевала приз лучшего игрока турнира.

## Города и арены[1]
| Город               | Арена                    | Вместимость |
| ------------------- | ------------------------ | ----------- |
| Кольдинг            | Кольдинг-Халлен          | 2560        |
| Сённерборг          | Брогер Спарекассе Хансен | 2200        |
| Кольдинг Сённерборг |                          |             |

## Квалификация
Заявки на участие в турнире подавались до 21 сентября 2012. Автоматически в финальную часть прошли три команды, лидировавшие в рейтинге ЕГФ: Дания (номинально как хозяйка), Россия и Норвегия (чемпион и вице-чемпион мира среди команд до 17 лет 2011 года). Остальные 13 команд-участниц определились в результате квалификационных матчей 17, 18 и 19 мая 2013. Жеребьёвка группового этапа состоялась 23 октября 2012 в Вене.

## Жеребьёвка
Жеребьёвка финального турнира прошла 2 июня 2013 в Кёльне.
| Корзина 1 | Корзина 2  | Корзина 3 | Корзина 4  |
| --------- | ---------- | --------- | ---------- |
| Россия    | Франция    | Испания   | Чехия      |
| Дания     | Швеция     | Словакия  | Португалия |
| Норвегия  | Румыния    | Хорватия  | Австрия    |
| Венгрия   | Нидерланды | Германия  | Словения   |

## Регламент финальной части[6]
- 16 команд разделены путём жеребьёвки на 4 группы. Матчи проводятся в один круг в первом групповом этапе.
- Команды, занявшие первые и вторые места, выходят во второй групповой этап. Команды, не вышедшие в второй групповой этап, отправляются в утешительный турнир.
- Команды из групп A и B объединяются в одну группу в каждом турнире (как и команды из групп C и D).
- Во втором групповом этапе каждая команда играет по два матча с командами из соседней группы (соседями по групповому этапу). По две лучшие команды выходят в полуфинал, остальные участвуют в турнире за 5-8 места.
- В утешительном раунде команды играют аналогично, в зависимости от позиций разыгрываются матчи за 13-е и 15-е места.
- Четыре полуфиналиста разыгрывают комплект медалей.

## Первый групповой этап

### Группа A (Кольдинг)
| Место | Сборная    | И | В | Н | П | ЗГ  | ПГ  | РГ  | О     |
| ----- | ---------- | - | - | - | - | --- | --- | --- | ----- |
| 1.    | Норвегия   | 3 | 3 | 0 | 0 | 100 | 062 | +38 | 6 : 0 |
| 2.    | Румыния    | 3 | 2 | 0 | 1 | 084 | 075 | +09 | 4 : 2 |
| 3.    | Португалия | 3 | 1 | 0 | 2 | 076 | 087 | -11 | 2 : 4 |
| 4.    | Словакия   | 3 | 0 | 0 | 3 | 062 | 098 | -36 | 0 : 6 |

| 1 августа 2013, 14:00 Кольдинг-Халлен  | 150 зрителей Отчёт | Норвегия Ханна Бредал Офтедал, Эмили Хег Арнцен — по 6 | 34 : 19 (17 : 11) | Словакия Алица Костельна — 8                            |
| 1 августа 2013, 16:00 Кольдинг-Халлен  | 400 зрителей Отчёт | Румыния Дана Андрея Прикопи — 8                        | 31 : 22 (15 : 10) | Португалия Патрисия Родригеш — 6                        |
| 2 августа 2013, 14:00 Кольдинг-Халлен  | 120 зрителей Отчёт | Португалия Моника Оливейра Суареш — 8                  | 21 : 35 (12 : 18) | Норвегия Дженни Гротен — 5                              |
| 2 августа 2013, 16:00 Кольдинг-Халлен  | 200 зрителей Отчёт | Словакия Мария Ольсовская, Алица Костельна — по 5      | 22 : 31 (8 : 14)  | Румыния Габриэла Перяну, Николета Филофтея Сафта — по 7 |
| 4 августа 2013, 14:00 СКольдинг-Халлен | 230 зрителей Отчёт | Норвегия Эмили Хег Арнцен — 7                          | 31 : 22 (15 : 7)  | Румыния Дана Андрея Прикопи — 6                         |
| 4 августа 2013, 16:00 Кольдинг-Халлен  | 100 зрителей Отчёт | Словакия Барбора Кёнигова, Алица Костельна — по 4      | 21 : 33 (10 : 14) | Португалия Моника Оливейра Суареш — 9                   |

### Группа B (Сённерборг)
| Место | Сборная  | И | В | Н | П | ЗГ | ПГ | РГ  | О     |
| ----- | -------- | - | - | - | - | -- | -- | --- | ----- |
| 1.    | Россия   | 3 | 3 | 0 | 0 | 96 | 56 | +40 | 6 : 0 |
| 2.    | Франция  | 3 | 1 | 1 | 1 | 70 | 68 | +02 | 3 : 3 |
| 3.    | Германия | 3 | 1 | 0 | 2 | 60 | 74 | -14 | 2 : 4 |
| 4.    | Австрия  | 3 | 0 | 1 | 2 | 52 | 80 | -28 | 1 : 5 |

| 1 августа 2013, 14:00 Брогер Спарекассе Хансен | 200 зрителей Отчёт                                                     | Франция Калидьяту Ньякате, Мелисса Агат — по 5 | 21 : 21 (13 : 11) | Австрия Альтина Бериша — 8                 |
| 1 августа 2013, 18:00 Брогер Спарекассе Хансен | 300 зрителей Отчёт                                                     | Россия Анна Вяхирева — 6                       | 31 : 19 (16 : 9)  | Германия Дженнифер Роде — 4                |
| 2 августа 2013, 14:00 Брогер Спарекассе Хансен | 200 зрителей Отчёт                                                     | Германия Кармен Мозер, Лиа Ким Вале — по 4     | 18 : 22 (8 : 14)  | Франция Мелисса Агат, Дебора Кподар — по 4 |
| 2 августа 2013, 18:00 Брогер Спарекассе Хансен | 200 зрителей Отчёт Архивная копия от 7 августа 2016 на Wayback Machine | Австрия Кристина Логвин — 3                    | 10 : 36 (4 : 19)  | Россия Елизавета Малашенко — 6             |
| 4 августа 2013, 14:00 Брогер Спарекассе Хансен | 400 зрителей Отчёт                                                     | Германия Дженнифер Роде — 10                   | 23 : 21 (14 : 7)  | Австрия Кристина Белик — 6                 |
| 4 августа 2013, 18:00 Брогер Спарекассе Хансен | 200 зрителей Отчёт                                                     | Россия Дарья Дмитриева — 7                     | 29 : 27 (18 : 12) | Франция Мелисса Агат — 7                   |

### Группа С (Сённерборг)
| Место | Сборная    | И | В | Н | П | ЗГ | ПГ | РГ  | О     |
| ----- | ---------- | - | - | - | - | -- | -- | --- | ----- |
| 1.    | Нидерланды | 3 | 3 | 0 | 0 | 91 | 78 | +13 | 6 : 0 |
| 2.    | Дания      | 3 | 2 | 0 | 1 | 74 | 62 | +12 | 4 : 2 |
| 3.    | Хорватия   | 3 | 1 | 0 | 2 | 56 | 70 | -14 | 2 : 4 |
| 4.    | Чехия      | 3 | 0 | 0 | 3 | 68 | 79 | -11 | 0 : 6 |

| 1 августа 2013, 16:00 Брогер Спарекассе Хансен | 200 зрителей Отчёт   | Нидерланды Келли Дулфер — 5  | 32 : 28 (17 : 15) | Чехия Тереза Покорна — 8                      |
| 1 августа 2013, 20:00 Брогер Спарекассе Хансен | 2.000 зрителей Отчёт | Дания Надя Ларке Йенсен — 4  | 21 : 12 (13 : 7)  | Хорватия Деяна Милосавлевич — 3               |
| 2 августа 2013, 16:00 Брогер Спарекассе Хансен | 200 зрителей Отчёт   | Хорватия Сильвия Маснич — 5  | 23 : 30 (11 : 16) | Нидерланды Келли Воллебрегт — 9               |
| 2 августа 2013, 20:00 Брогер Спарекассе Хансен | 1.500 зрителей Отчёт | Чехия Тереза Покорна — 10    | 21 : 26 (11 : 15) | Дания Надя Оффендал — 7                       |
| 4 августа 2013, 16:00 Брогер Спарекассе Хансен | 200 зрителей Отчёт   | Хорватия Сильвия Маснич — 7  | 21 : 19 (11 : 8)  | Чехия Вероника Мала — 6                       |
| 4 августа 2013, 20:00 Брогер Спарекассе Хансен | 1.978 зрителей Отчёт | Дания Анне Метте Хансен — 11 | 27 : 29 (12 : 13) | Нидерланды Келли Дулфер, Селина Михельсен — 6 |

### Группа D (Кольдинг)
| Место | Сборная  | И | В | Н | П | ЗГ | ПГ | РГ  | О     |
| ----- | -------- | - | - | - | - | -- | -- | --- | ----- |
| 1.    | Венгрия  | 3 | 3 | 0 | 0 | 73 | 65 | +08 | 6 : 0 |
| 2.    | Швеция   | 3 | 2 | 0 | 1 | 69 | 58 | +11 | 4 : 2 |
| 3.    | Испания  | 3 | 1 | 0 | 2 | 75 | 66 | +09 | 2 : 4 |
| 4.    | Словения | 3 | 0 | 0 | 3 | 66 | 94 | -28 | 0 : 6 |

| 1 августа 2013, 18:00 Кольдинг-Халлен | 150 зрителей Отчёт | Венгрия Виктория Лукач — 5         | 22 : 21 (10 : 10) | Испания Кармен Кампос Коста — 6          |
| 1 августа 2013, 20:00 Кольдинг-Халлен | 150 зрителей Отчёт | Швеция Мелисса Мария Петрен — 8    | 28 : 19 (12 : 12) | Словения Нина Зулич, Майя Валявец — по 5 |
| 2 августа 2013, 18:00 Кольдинг-Халлен | 180 зрителей Отчёт | Словения Доминика Мрмоля — 9       | 28 : 31 (14 : 17) | Венгрия Габриэлла Тот — 8                |
| 2 августа 2013, 20:00 Кольдинг-Халлен | 350 зрителей Отчёт | Испания Тереза Франсес Агуадо — 8  | 19 : 25 (12 : 12) | Швеция Даниэла Густин — 5                |
| 4 августа 2013, 18:00 Кольдинг-Халлен | 130 зрителей Отчёт | Венгрия Дорина Коршош — 6          | 20 : 16 (8 : 7)   | Швеция Ханна Ален — 4                    |
| 4 августа 2013, 20:00 Кольдинг-Халлен | 100 зрителей Отчёт | Испания Тереза Франсес Агуадо — 11 | 35 : 19 (0 : 0)   | Словения Пия Угрин — 7                   |

## Второй групповой этап

### Группа M1 (Сённерборг)
| Место | Сборная  | И | В | Н | П | ЗГ | ПГ | РГ  | О     |
| ----- | -------- | - | - | - | - | -- | -- | --- | ----- |
| 1.    | Россия   | 3 | 3 | 0 | 0 | 84 | 75 | +09 | 6 : 0 |
| 2.    | Норвегия | 3 | 2 | 0 | 1 | 83 | 75 | +08 | 4 : 2 |
| 3.    | Румыния  | 3 | 1 | 0 | 2 | 73 | 79 | 06- | 2 : 4 |
| 4.    | Франция  | 3 | 0 | 0 | 3 | 73 | 84 | -11 | 0 : 6 |

| 6 августа 2013, 18:00 Брогер Спарекассе Хансен | 150 зрителей Отчёт | Румыния Дана Андрея Прикопи — 9 | 27 : 20 (10 : 9)  | Франция Дебора Кподар, Калидьяту Ньякате — по 4 |
| 6 августа 2013, 20:00 Брогер Спарекассе Хансен | 250 зрителей Отчёт | Норвегия Дженни Гротен — 7      | 24 : 27 (09 : 11) | Россия Анна Вяхирева — 9                        |
| 7 августа 2013, 18:00 Брогер Спарекассе Хансен | 200 зрителей Отчёт | Франция Дебора Кподар — 8       | 26 : 27 (13 : 14) | Норвегия Ханна Бредал Офтедал — 9               |
| 7 августа 2013, 20:00 Брогер Спарекассе Хансен | 200 зрителей Отчёт | Россия Дарья Дмитриева — 8      | 28 : 24 (12 : 11) | Румыния Габриэла Перяну — 7                     |

### Группа M2 (Кольдинг)
| Место | Сборная    | И | В | Н | П | ЗГ | ПГ | РГ  | О     |
| ----- | ---------- | - | - | - | - | -- | -- | --- | ----- |
| 1.    | Венгрия    | 3 | 2 | 0 | 1 | 71 | 66 | +05 | 4 : 2 |
| 2.    | Дания      | 3 | 2 | 0 | 1 | 74 | 63 | +11 | 4 : 2 |
| 3.    | Нидерланды | 3 | 2 | 0 | 1 | 88 | 87 | -01 | 4 : 2 |
| 4.    | Швеция     | 3 | 0 | 0 | 3 | 59 | 74 | -15 | 0 : 6 |

| 6 августа 2013, 18:00 Кольдинг-Халлен | 300 зрителей Отчёт Архивная копия от 7 августа 2016 на Wayback Machine | Нидерланды Селина Михельсен, Джами де Рюйтер — по 5     | 28 : 32 (16 : 16) | Венгрия Кристина Барань — 6      |
| 6 августа 2013, 20:00 Кольдинг-Халлен | 1300 зрителей Отчёт                                                    | Дания Лине Хаугстед — 7                                 | 25 : 15 (9 : 7)   | Швеция Мелисса Мария Петрен — 5  |
| 7 августа 2013, 18:00 Кольдинг-Халлен | 500 зрителей Отчёт                                                     | Швеция Ребекка Линдберг-Йоханссон, Юлия Эрикссон — по 6 | 28 : 29 (12 : 14) | Нидерланды Селина Михельсен — 10 |
| 7 августа 2013, 20:00 Кольдинг-Халлен | 1500 зрителей Отчёт Архивная копия от 4 марта 2016 на Wayback Machine  | Венгрия Кристина Барань, Луца Секерцеш — по 5           | 19 : 22 (11 : 10) | Дания Анне Метте Хансен — 5      |

### Матчи за 5-8 места
| 9 августа 12:30 | Отчёт | Румыния                                 | 30:24 (16:10) | Швеция                | Кольдинг-Халлен, Кольдинг Зрителей: 100 Судьи: Алексей Кияшко, Дмитрий Киселёв |
| 9 августа 12:30 | Отчёт | Габриэла Перяну, Михаэла Ана Стойка — 7 | Голы          | Ребекка Йоханссон — 8 | Кольдинг-Халлен, Кольдинг Зрителей: 100 Судьи: Алексей Кияшко, Дмитрий Киселёв |

| 9 августа 15:00 | Отчёт | Нидерланды       | 30:27 (17:14) | Франция          | Кольдинг-Халлен, Кольдинг Зрителей: 300 Судьи: Хьерсти Арнсен, Гуро Рён |
| 9 августа 15:00 | Отчёт | Келли Дулфер — 6 | Голы          | Ализе Фресон — 7 | Кольдинг-Халлен, Кольдинг Зрителей: 300 Судьи: Хьерсти Арнсен, Гуро Рён |

### Матч за 5-е место
| 11 августа 12:00 | Отчёт | Румыния                 | 31:26 (17:13) | Нидерланды       | Кольдинг-Халлен, Кольдинг Зрителей: 150 Судьи: Каталин Пех, Марья Вагвёлдьи |
| 11 августа 12:00 | Отчёт | Дана Андрея Прикопи — 4 | Голы          | Келли Дулфер — 6 | Кольдинг-Халлен, Кольдинг Зрителей: 150 Судьи: Каталин Пех, Марья Вагвёлдьи |

### Матч за 7-е место
| 11 августа 9:30 | Отчёт | Швеция              | 25:27 (11:12) | Франция                             | Кольдинг-Халлен, Кольдинг Зрителей: 100 Судьи: Мария Илиева, Силвана Карбеска |
| 11 августа 9:30 | Отчёт | Ханна Баррёгорд — 4 | Голы          | Ализе Фресон, Калидьяту Ньякате — 6 | Кольдинг-Халлен, Кольдинг Зрителей: 100 Судьи: Мария Илиева, Силвана Карбеска |

## Утешительный турнир

### Группа I1 (Сённерборг)
| Место | Сборная    | И | В | Н | П | ЗГ | ПГ  | РГ  | О     |
| ----- | ---------- | - | - | - | - | -- | --- | --- | ----- |
| 1.    | Германия   | 3 | 3 | 0 | 0 | 88 | 068 | +20 | 6 : 0 |
| 2.    | Австрия    | 3 | 2 | 0 | 1 | 83 | 077 | +06 | 4 : 2 |
| 3.    | Португалия | 3 | 1 | 0 | 2 | 85 | 079 | +06 | 2 : 4 |
| 4.    | Словакия   | 3 | 0 | 0 | 3 | 70 | 102 | -32 | 0 : 6 |

| 6 августа 2013, 14:00 Брогер Спарекассе Хансен | 150 зрителей Отчёт                                                     | Словакия Мартина Славикова — 9 | 30 : 35 (16 : 16) | Австрия Хайдрун Шмидт — 9                   |
| 6 августа 2013, 16:00 Брогер Спарекассе Хансен | 150 зрителей Отчёт                                                     | Португалия Моника Суареш — 10  | 28 : 31 (14 : 15) | Германия Анн-Катрин Каманн, Ли Ким Вале — 7 |
| 7 августа 2013, 14:00 Брогер Спарекассе Хансен | 100 зрителей Отчёт                                                     | Австрия Йоханна Шиндлер — 10   | 27 : 24 (13 : 14) | Португалия Марьяна Феррейра Лопеш — 8       |
| 7 августа 2013, 16:00 Брогер Спарекассе Хансен | 100 зрителей Отчёт Архивная копия от 17 ноября 2016 на Wayback Machine | Германия Карина Эдльбауэр … 6  | 34 : 19 (18 : 10) | Словакия Алика Костельна — 7                |

### Группа I2 (Кольдинг)
| Место | Сборная  | И | В | Н | П | ЗГ | ПГ | РГ  | О     |
| ----- | -------- | - | - | - | - | -- | -- | --- | ----- |
| 1.    | Испания  | 3 | 3 | 0 | 0 | 94 | 61 | +33 | 6 : 0 |
| 2.    | Словения | 3 | 2 | 0 | 1 | 78 | 81 | -03 | 4 : 2 |
| 3.    | Хорватия | 3 | 1 | 0 | 2 | 66 | 66 | ±0  | 2 : 4 |
| 4.    | Чехия    | 3 | 0 | 0 | 3 | 62 | 92 | -30 | 0 : 6 |

| 6 августа 2013, 14:00 Кольдинг-Халлен | 100 зрителей Отчёт | Чехия Элизка Яцкова, Вероника Мала и Андреа Влахова — 4 | 23 : 35 (10 : 15) | Словения Амина Ягурдзия — 6                                                     |
| 6 августа 2013, 16:00 Кольдинг-Халлен | 250 зрителей Отчёт | Хорватия Валентина Блажевич — 5                         | 22 : 23 (13 : 13) | Испания Аида Палисио Фернандес, Тереза Франсес Агуадо, Сара Хиль де ла Вега — 4 |
| 7 августа 2013, 14:00 Кольдинг-Халлен | 100 зрителей Отчёт | Словения Пия Угрин — 7                                  | 24 : 23 (14 : 11) | Хорватия Эна Конта — 10                                                         |
| 7 августа 2013, 16:00 Кольдинг-Халлен | 150 зрителей Отчёт | Испания Кармен Кампос Коста — 7                         | 36 : 20 (17 : 13) | Чехия Дениза Каменарова — 9                                                     |

### Матчи за 13-16 места
| 9 августа 12:30 | Отчёт | Португалия         | 23:25 (12:15) | Чехия             | Брогер Спарекассе Хансен, Сённерборг Зрителей: 50 Судьи: Татьяна Прастало, Весна Тодорович |
| 9 августа 12:30 | Отчёт | Моника Суареш — 11 | Голы          | Элизка Яцкова — 9 | Брогер Спарекассе Хансен, Сённерборг Зрителей: 50 Судьи: Татьяна Прастало, Весна Тодорович |

| 9 августа 15:00 | Отчёт | Хорватия           | 27:25 (15:9) | Словакия             | Брогер Спарекассе Хансен, Сённерборг Зрителей: 50 Судьи: Каталин Пех, Мария Вагвёльдьи |
| 9 августа 15:00 | Отчёт | Сильвия Маснич — 6 | Голы         | Мария Ольсовская — 7 | Брогер Спарекассе Хансен, Сённерборг Зрителей: 50 Судьи: Каталин Пех, Мария Вагвёльдьи |

### Матч за 13-е место
| 11 августа 13:00 | Отчёт | Чехия             | 25:31 (12:15) | Хорватия                            | Брогер Спарекассе Хансен, Сённерборг Зрителей: 50 Судьи: Георгиос Панаидес, Мариус Андреу |
| 11 августа 13:00 | Отчёт | Элизка Яцкова — 8 | Голы          | Инес Домьян, Деяна Милосавлевич — 7 | Брогер Спарекассе Хансен, Сённерборг Зрителей: 50 Судьи: Георгиос Панаидес, Мариус Андреу |

### Матч за 15-е место
| 11 августа 10:30 | Отчёт | Португалия        | 24:22 (13:12) | Словакия               | Брогер Спарекассе Хансен, Сённерборг Зрителей: 100 Судьи: Марко Боричич, Деян Маркович |
| 11 августа 10:30 | Отчёт | Неуза Валенте — 9 | Голы          | Вероника Хабанкова — 5 | Брогер Спарекассе Хансен, Сённерборг Зрителей: 100 Судьи: Марко Боричич, Деян Маркович |

## Финальный этап (Кольдинг)

### Полуфиналы
| 9 августа 17:30 | Отчёт | Россия             | д. в. 35:33 (12:13, 26:26) | Дания                  | Кольдинг-Халлен, Кольдинг Зрителей: 1800 Судьи: Томислав Чиндрич, Роберт Гонжурек |
| 9 августа 17:30 | Отчёт | Анна Вяхирева — 11 | Голы                       | Анне Метте Хансен — 10 | Кольдинг-Халлен, Кольдинг Зрителей: 1800 Судьи: Томислав Чиндрич, Роберт Гонжурек |

| 9 августа 20:00 | Отчёт | Венгрия           | 28:20 (16:9) | Норвегия                   | Кольдинг-Халлен, Кольдинг Зрителей: 450 Судьи: Марко Боричич, Деян Маркович |
| 9 августа 20:00 | Отчёт | Луца Секерцеш — 8 | Голы         | Ханна Бредаль Офтедаль — 6 | Кольдинг-Халлен, Кольдинг Зрителей: 450 Судьи: Марко Боричич, Деян Маркович |

### Матч за 3-е место
| 11 августа 14:30 | Отчёт | Дания                  | 33:22 (16:11) | Норвегия          | Кольдинг-Халлен, Кольдинг Зрителей: 2021 Судьи: Виктория Кияускайте, Аусра Залиене |
| 11 августа 14:30 | Отчёт | Анне Метте Хансен — 11 | Голы          | Дженни Гротен — 6 | Кольдинг-Халлен, Кольдинг Зрителей: 2021 Судьи: Виктория Кияускайте, Аусра Залиене |

### Финал
| 11 августа 17:00 | Отчёт | Россия                                                       | 36:28 (19:11) | Венгрия           | Кольдинг-Халлен, Кольдинг Зрителей: 2000 Судьи: Шерсти Арнстен, Гуро Рон |
| 11 августа 17:00 | Отчёт | Алёна Ихнева — 9 Дарья Дмитриева — 8 Елизавета Малашенко — 6 | Голы          | Габриэлла Тот — 8 | Кольдинг-Халлен, Кольдинг Зрителей: 2000 Судьи: Шерсти Арнстен, Гуро Рон |

## Призёры
| Чемпионки Европы Россия Екатерина Чернова, Дарья Дмитриева, Дарья Русинова, Нелли Панковиченко, Анна Вяхирева, Полина Ведёхина, Евгения Петрова, Юлия Голикова, Олеся Цивка, Алёна Ихнева, Карина Павлова, Елизавета Малашенко, Кира Трусова, Ксения Карпачёва, Алёна Амельченко, Эвелина Аношкина Главный тренер: Вячеслав Кириленко |
| Серебряные призёры Венгрия Аннамария Ференци, Эва Шнайдер, Седерке Шириан, Номи Вираг, Николетт Бужаки, Иветт Куруч, Луца Секерцеш, Кристина Бараньи, Дорина Коршош, Жофи Семерей, Габриэлла Тот, Реа Река Месарош, Мерчедеш Вальфиш, Бланка Биро, Дора Иванич, Виктория Лукач                                                        |
| Бронзовые призёры Дания Дитте Винд, Матильде Нильсен, Кристина Соммер, Фрея Корт Кюндбол, Анника Мейер, Анне Метте Хансен, Рикке Слумструп Йенсен, Надя Оффендаль, Лине Хаугстед, Луиз Осков, Амали Вихманн, Метте Транборг, Софи Бек Андерсен, Кристина Эльм, Надя Йенсен, Лине Вернгрин-Нильсен                                     |

## Индивидуальные награды

### Бомбардиры (Топ-3)
- Моника Суареш (50 голов)
- Анне Метте Хансен (48 голов)
- Тереза Франсес Агуадо (44 гола)

### Сборная звёзд турнира[7]
- Вратарь:  Жофи Семерей
- Правая крайняя:  Келли Воллебрегт
- Правая защитница:  Луца Секерцеш
- Разыгрывающая:  Дарья Дмитриева
- Левая защитница:  Анне Метте Хансен
- Левая крайняя:  Екатерина Чернова
- Линейная:  Дженни Гротен
- MVP:  Анна Вяхирева